# أولوكوس

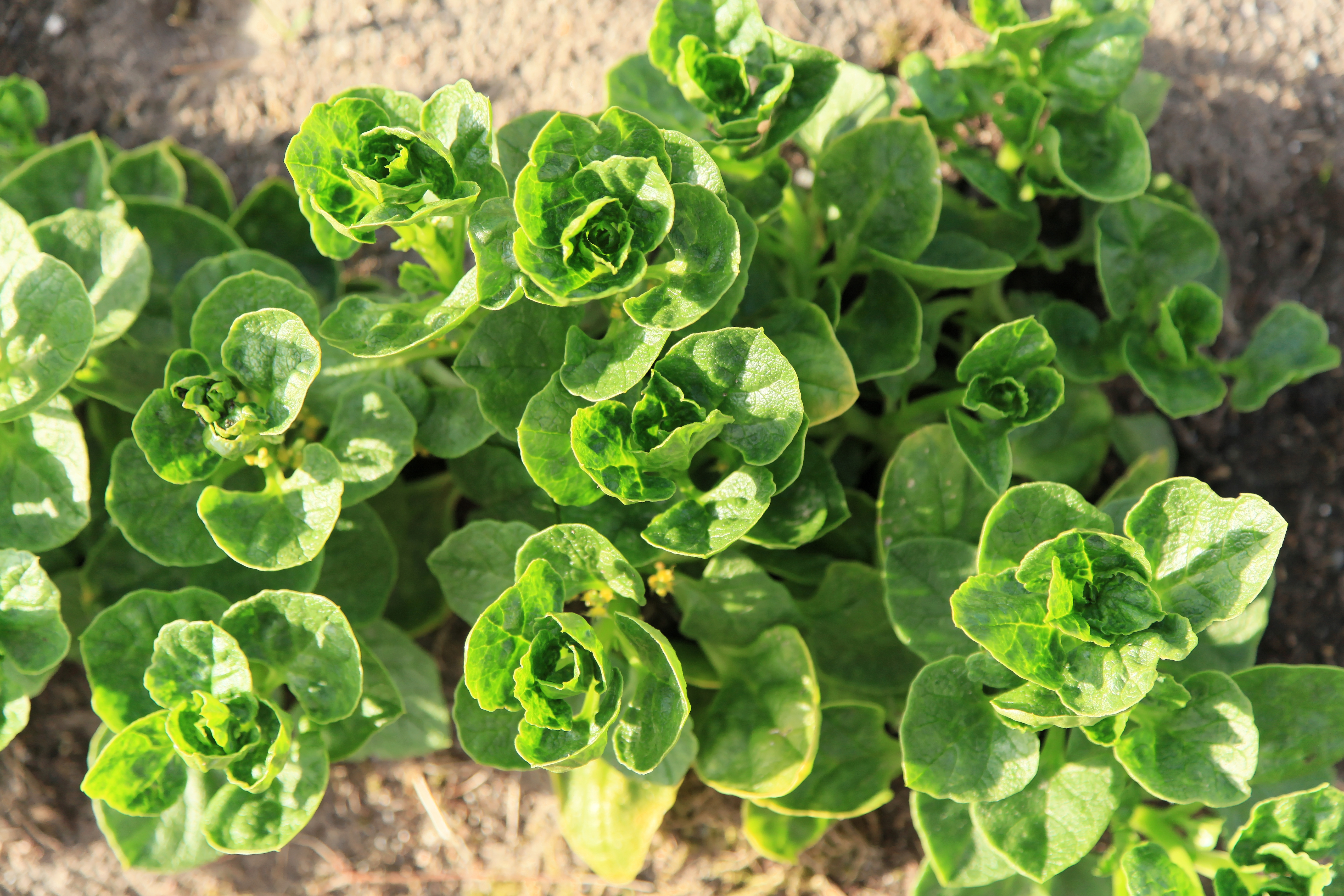

أولوكوس Ullucus- هو جنس من النباتات المزهرة في عائلة الفصيلة القاعدية، يتضمن نوع واحد، أولوكوس توبروسيوس، وهو نبات يزرع في المقام الأول بوصفه خضراوات جذرية، وثانيًا بوصفه خضراوات ورقية. النبات له العديد من الأسماء المختلفة، حسب المنطقة المتواجد بها. والمتمثلة في: إيلاكو (في الأيمارا)، أو ميلوكو (في الإكوادور)، أو تشواجو (في كولومبيا)، أو اولوكو أو بابا ليسا (في بوليفيا وبيرو)، أو أولوما (في الأرجنتين).
يُعد نبات أولوكو أحد المحاصيل الجذرية الأكثر انتشارًا، والأهم اقتصاديًا في منطقة الأنديز في أمريكا الجنوبية، ويحل في المرتبة الثانية بعد محصول البطاطس. درنة النبات هي الجزء الأساسي الصالح للأكل، ويتم استخدام الأوراق أيضًا، والتي تشبه السبانخ. وهي تحتوي على مستويات عالية من البروتين والكالسيوم والكاروتين. كان شعب الإنكا يستخدم أولوكو قبل وصول الأوروبيين إلى أمريكا الجنوبية. الأولوكو نبات عشبي متسلق يصل طوله إلى 50 سـم (20 بوصة) مرتفع ويشكل درنات نشوية تحت الأرض. تكون هذه الدرنات ناعمة عادةً، ويمكن أن تكون كروية أو مستطيلة. بشكل عام، تكون هذه النباتات مشابهة في الحجم للبطاطس؛ ومع ذلك، فقد عُرف أنها تنمو بطول يصل إلى 15 سـم (5.9 بوصة). بسبب الجلد الشمعي ذو الألوان الزاهية في مجموعة متنوعة من درجات اللون الأصفر والوردي والأرجواني، تعتبر درنات أولوكوس واحدة من الأطعمة الأكثر إقبالًا من قبل الزبائن في أسواق الأنديز.
يحتوي النوع توبير وسيوس على نوع فرعي، هو أولوكو توبيروسيوس سوبسيس Ullucus tuberosus subsp. في حين أن الأصناف المستأنسة تكون منتصبة بشكل عام ولها جينوم ثنائي الصبغيات، فإن النوع الفرعي منها يكون بشكل عام عبارة عن كرمة متدلية ولها جينوم ثلاثي الصبغيات. 

## أسماء عامية
الأيمارا: أولومو، أولوكو. 
كيتشوا: أولوكو، ميلوكو. 

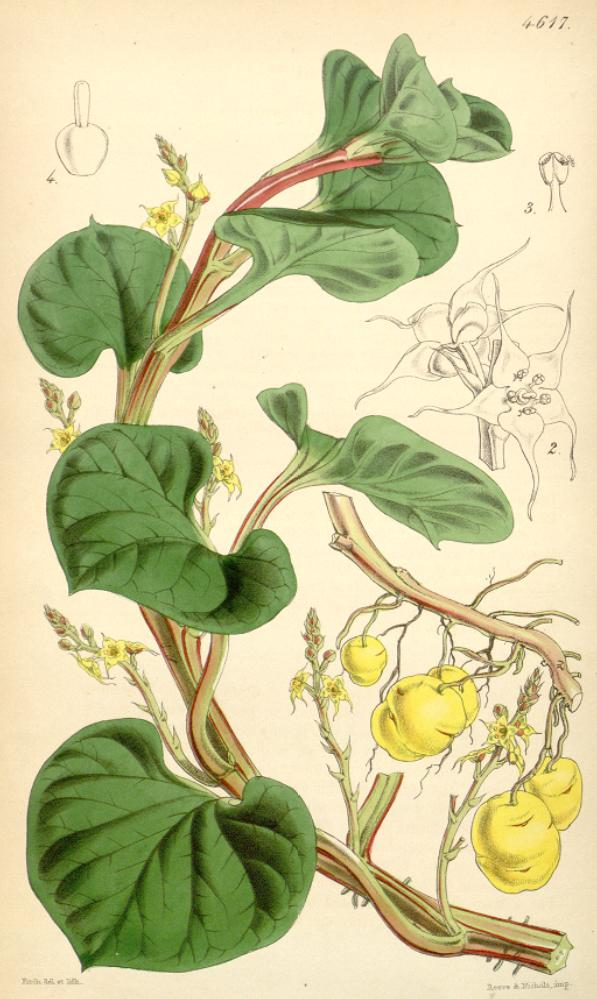

اللغة الاسبانية: ولوكو، باباليسا، يولوكو، ميلوكو، نشانجو، روبا. 
إنجليزي: أولوكو

## أصل
من المحتمل أن زراعة شجرة الأولوكو بدأت منذ أكثر من 4000 عام. وقد وجد أن المواد البيولوجية في العديد من المواقع الأثرية الساحلية في بيرو، تحتوي على حبيبات النشا والخشب من نبات أولوكو، الأمر الذي ربما يدل على أن بداية التدجين حدثت بين جبال الأنديز الوسطى في بيرو وبوليفيا. وقد تم استخدام الرسوم التوضيحية والتمثيلات للأولوكو على الأواني الخشبية (الكيروس) والجرار الخزفية، والمنحوتات، بهدف تحديد تاريخ وجود هذه الدرنات وأهميتها.
على الرغم من فقدانه لبعض أهميته بسبب تدفق الخضروات الأوروبية وتوفرها بعد الغزو الإسباني في عام 1531م، إلا أن أولوكو لا يزال محصولًا أساسيًا في المناطق الأنديزية. ومقارنة مع البطاطس، التي تُزرع الآن في أكثر من 130 دولة، فإن درنات الأولوكو لا تزال غير معروفة نسبيًا خارج أمريكا الجنوبية. وقد بُذلت محاولات أولية لزراعة الأولوكو في أوروبا في خمسينيات القرن التاسع عشر، خاصة بعد انتشار آفة البطاطس، لكنها لم تنجح على نطاق واسع، بسبب متطلبات زراعته.

## الأهمية والاستخدامات

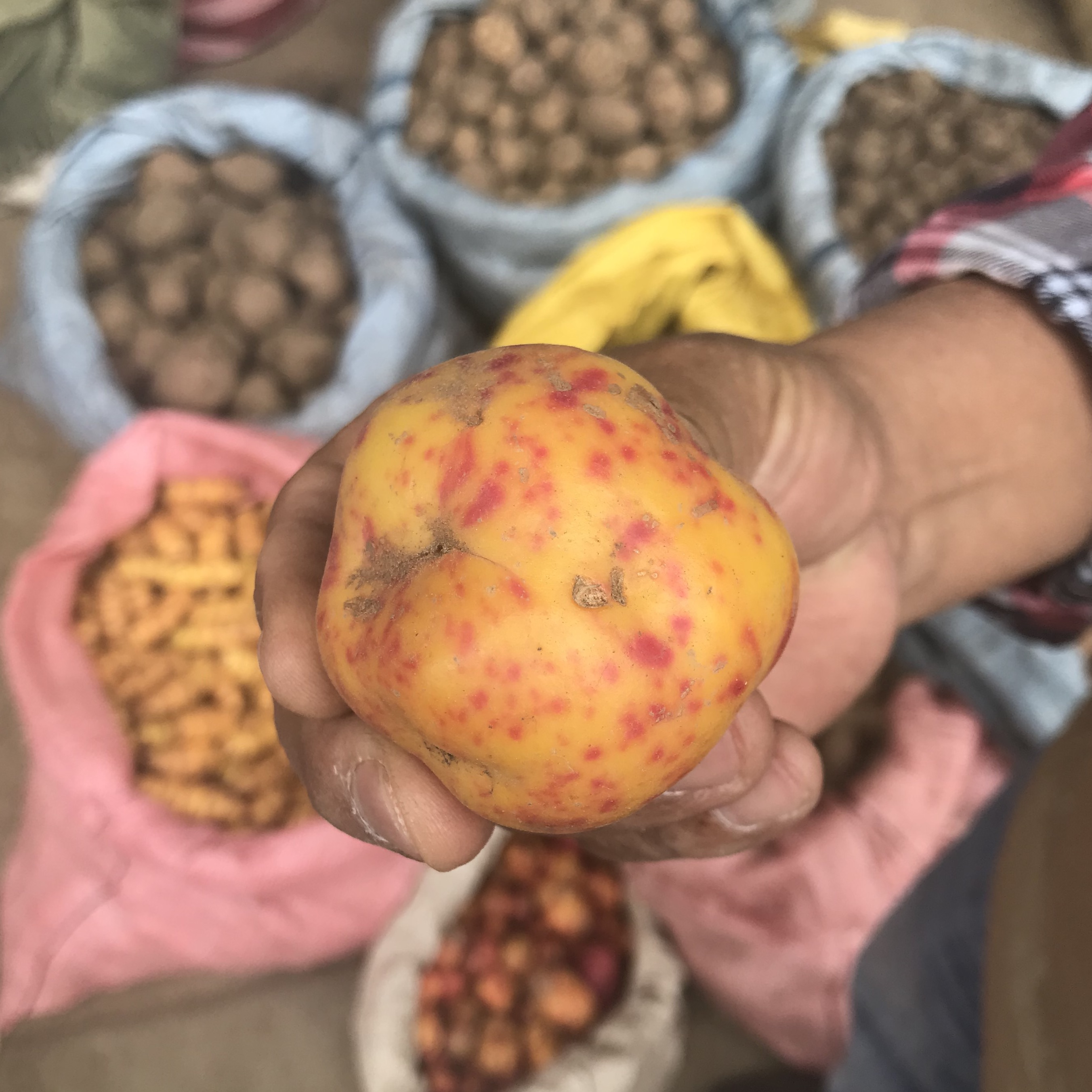
باباليسا (أولوكو تيوبروسا) في كشك السوق في كالاكالا، كوتشابامبا، بوليفيا.

يتم زراعة الأولوكوس، بهدف الحصول على درناتها الصالحة للأكل من قبل المزارعين الذين يعتمدون على الكفاف في أنظمة الزراعة المرتفعة على ارتفاعات تتراوح بين 2,500 إلى 4,000 م (8,200 إلى 13,100 قدم) فوق مستوى سطح البحر. يتم تناول الدرنات عادة في الحساء واليخنات الأصلية، ولكن الأطباق الأكثر معاصرة تدمجها في السلطات إلى جانب أوراق الأولوكو. لقد تم تناول هذه الدرنات في شعوب الأنديز منذ العصور القديمة وما زالت حتى يومنا هذا توفر مصدرًا مهمًا للبروتين والكربوهيدرات وفيتامين سي للأشخاص الذين يعيشون في المناطق الجبلية المرتفعة في أمريكا الجنوبية.
الجاذبية الرئيسية للأولوكو تكمن في قوامه المقرمش، والذي، مثل الهيكاما، يظل مقرمشًا حتى عند طهيه. وبسبب محتواه العالي من الماء، فإن الأولوكو غير مناسب للقلي أو الخبز، ولكن يمكن طهيه بعدة طرق أخرى مثل البطاطس. ويتم كذلك إضافته إلى الصلصات الحارة على شكل مخلل. حيث يتم تقطيعها عادة إلى شرائح رقيقة. ومن أجل زيادة مدة صلاحيتها، يتم إنتاج منتج مثالي من قبل مجتمعات كيتشوا وأيمارا في بيرو يسمى تشونو، أو لينجلي. يتم إنتاج هذا المنتج من خلال عملية تتضمن التجميد البيئي والتجفيف، ويتم بعد ذلك طحنه إلى دقيق ناعم وإضافته إلى الأطعمة المطبوخة. في بوليفيا، تنمو هذه الفاكهة ملونة للغاية وزخرفية، على الرغم من نكهتها الحلوة والفريدة من نوعها، إلا أنها نادراً ما تستخدم للزينة. وعندما يتم غليها أو شوائها تظل طرية؛ وملمسها ونكهتها يشبهان إلى حد كبير لحم الفول السوداني المسلوق بدون قشرته. وعلى عكس لحم الفول السوداني الذي يصبح طريًا ومهروسًا، يظل الأولوكو ثابتًا ومقرمشًا تقريبًا. وهي بمثابة الطعام التقليدي في احتفالات أسبوع الآلام الكاثوليكية في بوليفيا.

## إنتاج

### متطلبات المناخ
يتم إكثار نبات الأولوكو، نباتيًا من خلال زراعة درنات كاملة صغيرة. ومع ذلك، يمكن أيضًا إكثارها بسهولة عن طريق قصاصات الساق أو الدرنة. النباتات تفضل المناخ الأكثر برودة، وتنتج محاصيل أفضل بكثير عن وجودها في الشمس الكاملة حيث تكون درجات الحرارة في الصيف باردة نسبيًا. ومن المعروف أيضًا أنها تنمو في المناطق الأكثر حرارة عندما تكون مغطاة بالظل. ومع ذلك، وبسبب التنوع المتأصل في شجرة الأولوكو، فإن احتياجات التعرض لأشعة الشمس تختلف بين الأصناف والمواقع. تنمو سيقان الأولوكو من الخارج ثم تتطور إلى درنات.

### التسميد، النمو الكيميائي، المنظمات، إدارة الحقل
تتم زراعة الأولوكو في المرتفعات، ويمكن أن تعيش على ارتفاعات تصل إلى 4,200 م (13,800 قدم) فوق مستوى سطح البحر. يقوم المزارعون الأصليون في منطقة الأنديز فوق مستوى سطح البحر، بزراعة عدد كبير من الأصناف المختلفة من نبات الأولوكو معًا بانتظام في نفس الحقول. يتناوب محصول أولوكو مع محصولين آخرين من الدرنات الأنديزية المعروفة باسم أوكا وماشوا. يتم زراعة هذه الدرنات المختلفة معًا في حقل صغير نسبيًا ويتم حصادها بعد ثمانية أشهر تقريبًا. ويتم بعد ذلك فصل الأنواع المختلفة بعد الحصاد.

### الحصاد والمعالجة بعد الحصاد

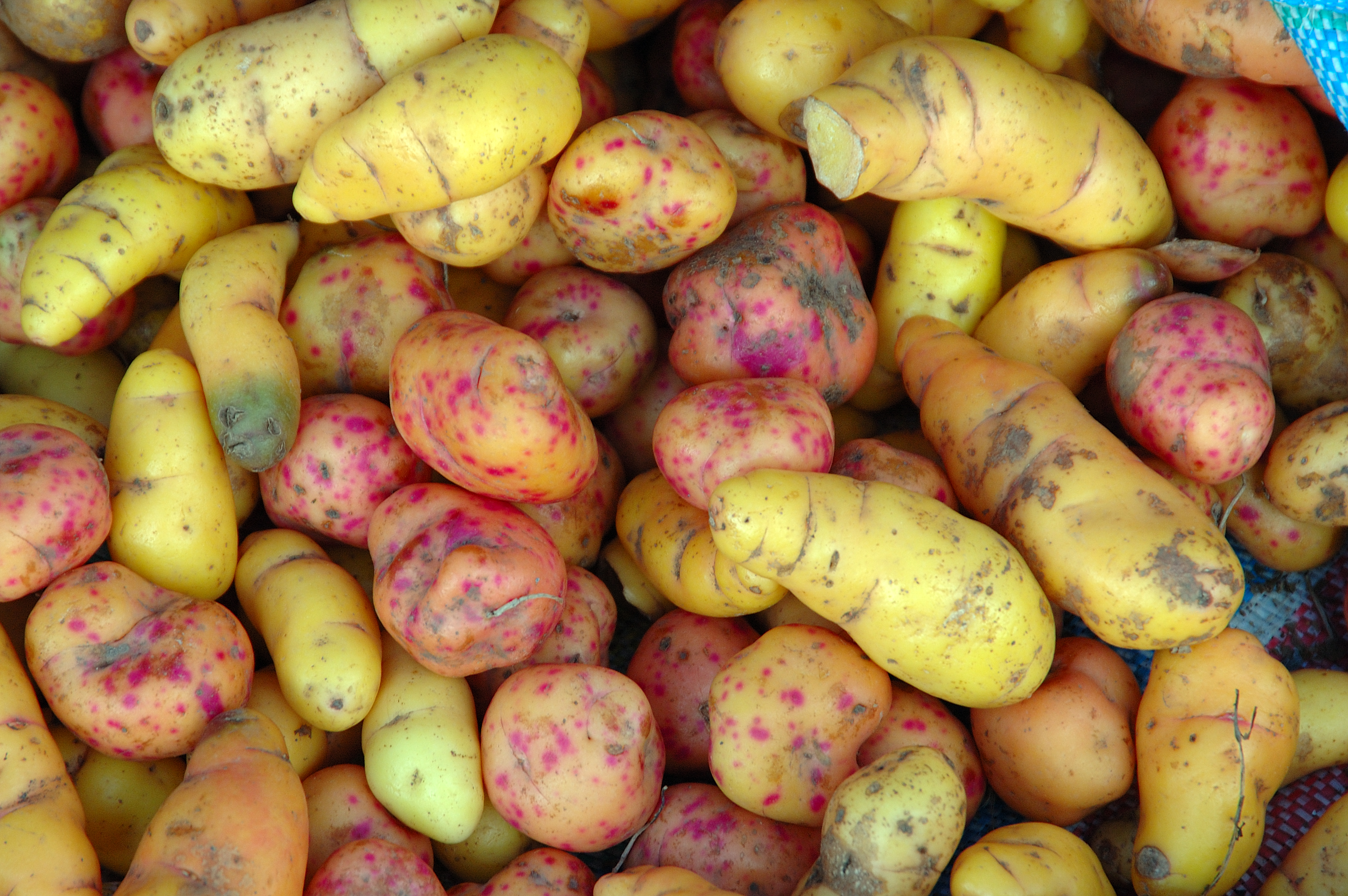

تحتاج درنات أولوكو إلى الحفريدويًا بهدف استخراجها، دون استخدام أية آلات، وذلك بسبب حساسيتها للتندب. ونظرًا لأهمية مظهرها، فمن المرجح أن يصبح تقشير الجلد مشكلة. في ظل ظروف الزراعة التقليدية، يتراوح المحصول من خمسة إلى تسعة أطنان للهكتار الواحد، ولكن في الأنظمة المكثفة، ربما يصل إلى 40 طنًا للهكتار الواحد. يمكن تخزين هذه الدرنات على مدار العام في جبال الأنديز ولكن من الأفضل تخزينها في الظلام لأن التعرض لأشعة الشمس يمكن أن يؤدي إلى بهتان لونها النابض بالحياة.
في العادة، يتم الاحتفاظ بنسبة من الدرنات صغيرة الحجم من الحصاد، بهدف استخدامها كدرنات بذور في العام التالي. يتم استخدام ما تبقى من الحصاد في أغلب الأحيان للاستهلاك الذاتي، إلا أن هناك اتجاهًا متزايدًا لاستخدام الأولوكو كمحصول نقدي في الأسواق.

### الأمراض والفيروسات والآفات

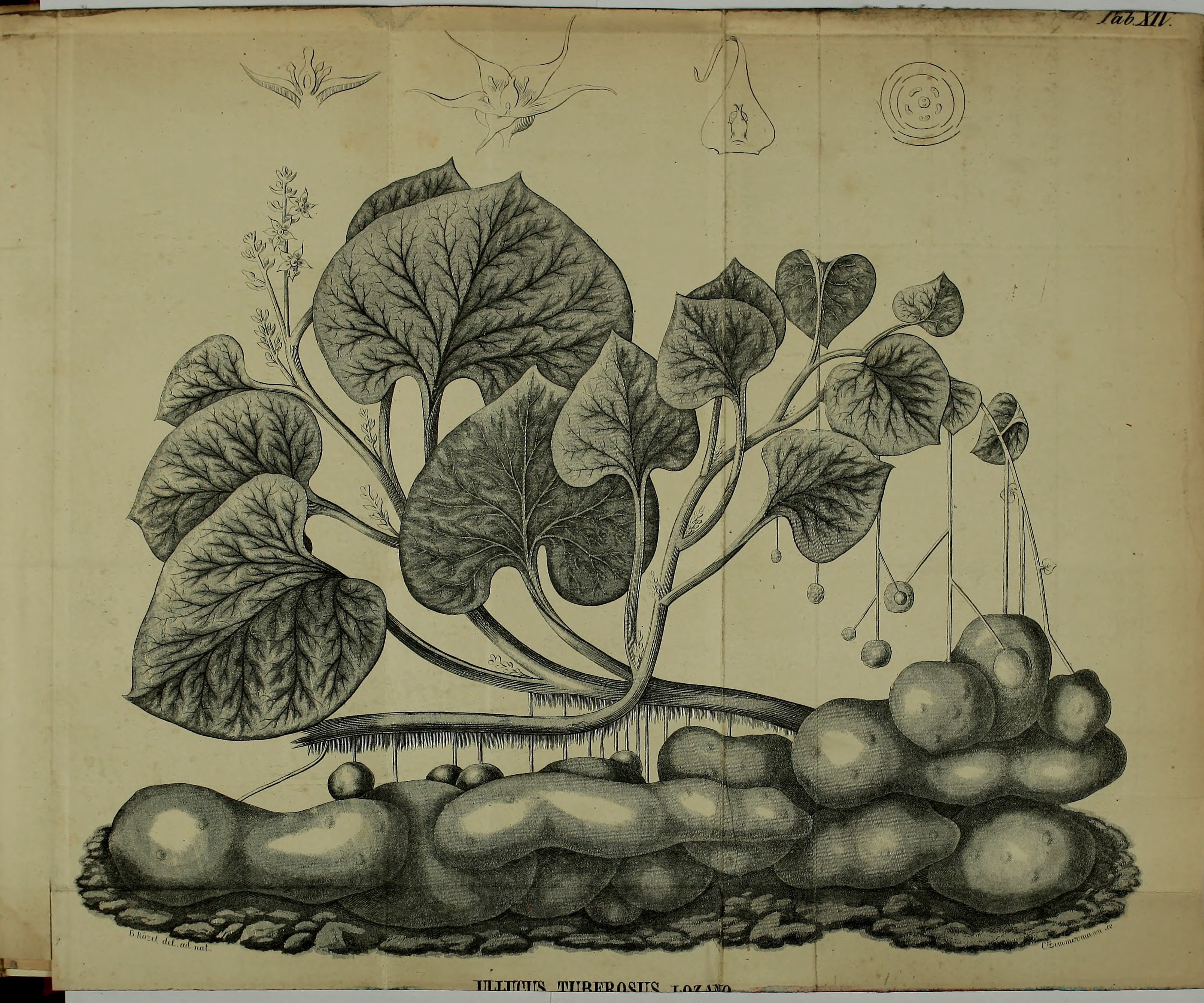

تحظى شجرة الأولوكو بشعبية كبيرة بين المزارعين في منطقة الأنديز لعدم وجود مشاكل من قبل الآفات والأمراض. ومع ذلك، فإن الأولوكو يمكن أن يكون مضيفًا لبعض الفيروسات مثل: فيروس التيمو، والذي يشبه فيروس البطاطس الأنديزي الكامن. وقد يهدد هذا محصول البطاطس، فضلاً عن المحاصيل الأخرى من العائلة الباذنجانية (الطماطم والباذنجان والفلفل). وقد تكون الأنواع الأخرى من العائلة القطيفية (السبانخ، البنجر، الكينوا) معرضة للخطر أيضًا. ومع ذلك فمثل هذه الفيروسات لا تشكل أي خطر على صحة الإنسان أو الحيوان. يمكن استيراد نبات الأولوكو بشكل قانوني إلى الاتحاد الأوروبي بشهادة صحية نباتية، ولكن يُنصح بالحذر.  وهناك العديد من الفيروسات الأخرى التي يمكن أن تصيب نبات الأولوكو، مثل فيروس أراكاشا A، وفيروس أولوكو سي، وغيرها. معظم أنواع الأولوكو يمكن أن تعاني من الأمراض، ولكن إذا تم زراعتها من البذور يمكن تجنب مثل هذه الأمراض. ويمكن أن يؤدي زراعة نبات الأولوكوس من درنات البذور النظيفة إلى زيادة المحصول بنسبة 30-50٪.  هناك مستنسخات يجري تطويرها، للقضاء على الفيروسات، وقد ثبت أيضًا أنها تزيد من الإنتاجية بنسبة 30-50%.  ويعتبر نبات الأولوكو عرضة للإصابة بذبول كبكوبي أو ذبول فرتيسليومي، وهو كائن حي يعيش في التربة على ارتفاعات منخفضة ودرجات حرارة عالية. تتوفر مبيدات حشرية لمكافحة هذا الكائن، أو بالنسبة للمزارعين العضويين، تتوفر دورات سنوية في التربة التي لم تُصاب بالعدوى لمدة تتراوح بين 2 إلى 3 سنوات. يعتبر نبات أولوكوعرضة للإصابة أيضًا بـ الكودانا سولاني (ريزوكتون أسود، أو فطر الأرومة)، على الرغم من أن الأولوكو ليس عرضة مثل البطاطس. إلا أن هذا العامل الممرض يمكن أن يؤدي إلى تقليل كمية ونوعية المحصول.  هذا بالإضافة إلى أن الرخويات والقواقع تعد من الآفات الشائعة، على الرغم من أنها تسبب عمومًا أضرارًا تجميلية فقط لشجرة الأولوكو. 

### تربية
نبات الأولوكو لديه قدرة محدودة جدًا على إنتاج البذور. حتى أنه كان يُعتقد أن هذا النبات غير قابل للتكاثر، حتى تمكن باحثون في فنلندا من إنتاج بذرة منه في ثمانينيات القرن العشرين. يشكل هذا الانخفاض في الخصوبة تحديًا عند محاولة زراعة هذا المحصول. ويُعتقد أن هذا العقم يعود إلى التاريخ الطويل للزراعة عن طريق زراعة الدرنات. ومع ذلك، يتمتع نبات الأولوكس بتنوع وراثي كبير، من حيث اللون ومحتوى البروتين وإنتاج الدرنات. ويُعتقد أن هذا التنوع ينشأ من الطفرات الجسدية أو من التجدد الجنسي. يتم تربية أولوكوس في المقام الأول من درنات البذور، ولكن من الممكن أيضًا تربية ذلك عن طريق البذور وعقل الساق. وفي نيوزيلندا، أجريت تجارب لتحفيز الطفرات باستخدام أشعة جاما وإنتاج المزيد من الأصناف. 

### احتياجات البحث
قد تكون هناك إمكانية لتحقيق عائدات أعلى بكثير من شجرة الأولوكو ودور أكبر في نظام الغذاء العالمي. ومن الممكن أن يؤدي البحث المحتمل في الأصناف الخالية من الفيروسات، والفترة الضوئية، والأصناف المنتجة للبذور إلى تسريع هذا الأمر. وقد يسمح هذا بالتلاعب بالألوان والعوامل الوراثية الأخرى. وقد يؤدي هذا أيضًا إلى زيادة القدرة على التكيف لزراعة نبات الأولوكس في جميع أنحاء العالم. 

## الأصناف

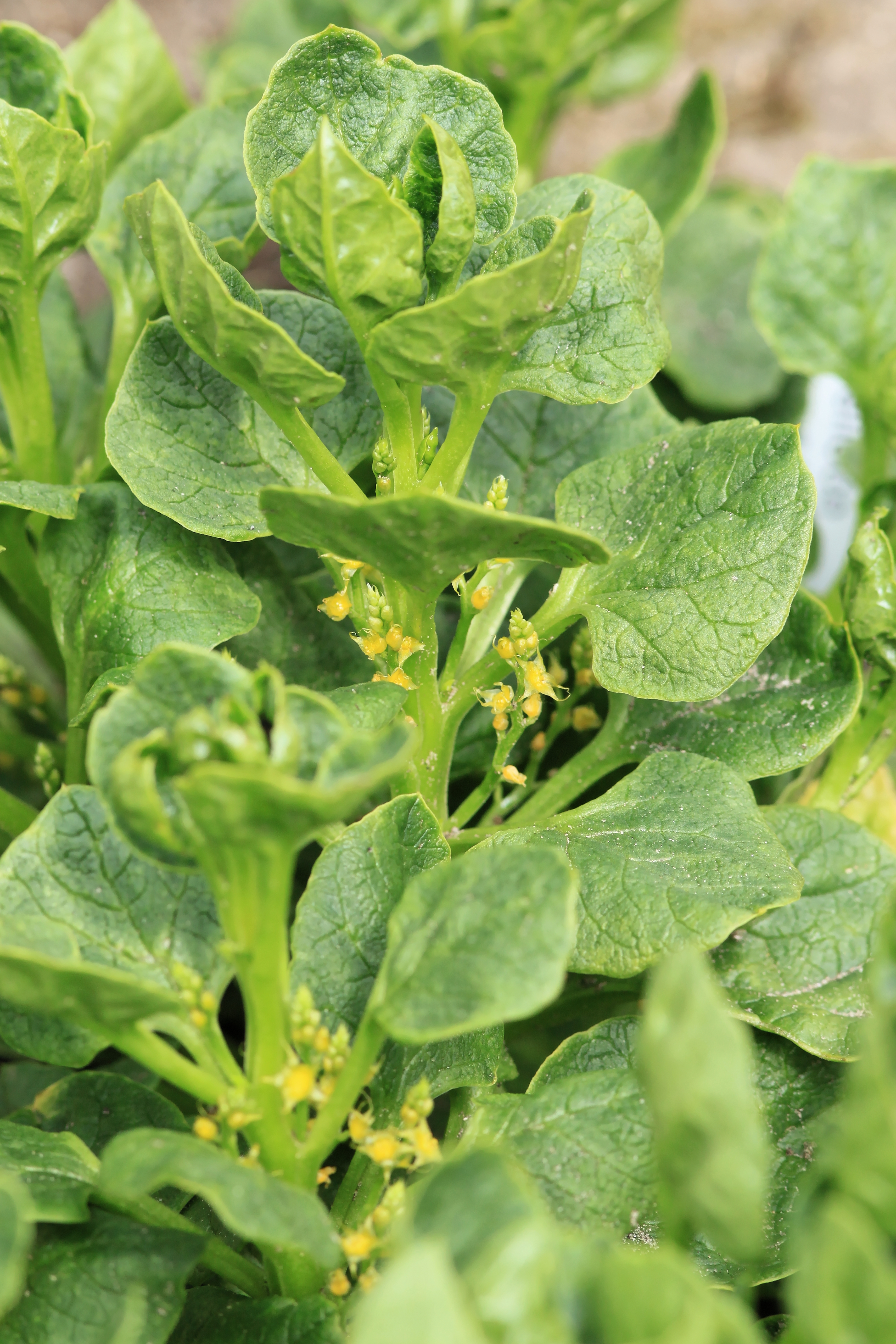

معظم المجموعات هي ثنائية الصبغيات (2n=24). في حين تعد الصبغيات الثلاثية (2n=36) والرباعية الصبغيات (2n=48) نادرة.  من خلال 187 عينة تم تقييمها باستخدام 18 واصفًا مورفولوجيًا، تم تحديد 108 نمط مورفولوجي أو مجموعة.  وبالنظر إلى أن تكاثر هذا النوع نباتي وأن إنتاج واستخدام إنبات البذور النباتية نادر جدًا، فيمكن اعتبار التنوع المورفولوجي لشجرة الأولوكو مرتفعًا.
الخصائص الرئيسية التي تحدد اختيار المزارعين للأصناف هي الحلاوة، وسعة التخزين قبل الاستهلاك، ومحتوى المادة المخاطية، والعائد. يعد لون البشرة أيضًا أحد المعايير الرئيسية التي يجب مراعاتها أثناء تقييم إمكانات ثقافة الأولوكو. تعد الدرنات الحمراء أكثر النباتات مقاومة للصقيع، في حين تعد الدرنات الصفراء الأكثر شيوعًا في أسواق الإكوادور.  تختلف جاذبية ألوان الأصناف باختلاف البلدان والمناطق. ففي السوق النيوزيلندية مثلاً، كان لون البشرة المفضل هو اللون الأحمر بدلاً من الأصفر العادي ومزيج من الأصفر والأخضر والأحمر.  قد تفسر الألوان غير العادية وغير المألوفة سبب عدم تقدير المستهلكين في نيوزيلندا لبعض المحاصيل متعددة الألوان أو المحاصيل ذات البقع الملونة المختلفة.

## تَغذِيَة
تشكل الدرنات الطازجة من نبات الأولوكو مصدرًا قيمًا للكربوهيدرات، ويمكن مقارنتها بأحد أكثر المحاصيل الجذرية انتشارًا في العالم، وهي البطاطس. وتحتوي أيضًا على مستويات عالية من الألياف، وبروتين معتدل وقليل من الدهون (اقل من 2%). أما فيما يتعلق بمحتوى الفيتامينات، فإن درنات الأولوكو تحتوي على قيمة كبيرة من فيتامين سي (11.5%).ملجم/100 جم)، أعلى من الخضروات التي يتم تناولها عادة مثل الجزر (6ملجم/100 جرام) والكرفس، ولكن أقل من البطاطا (17.1)ملجم/100 جرام) أو البطاطس (19.7ملجم/100 جرام). تختلف القيمة الغذائية بشكل واضح بين الأصناف.
لا يُعرف إلا القليل عن المحتوى الغذائي للأوراق. وعلى الرغم من ذلك فهي مغذية، وتحتوي على 12% من البروتين من الوزن الجاف. 

### الكربوهيدرات

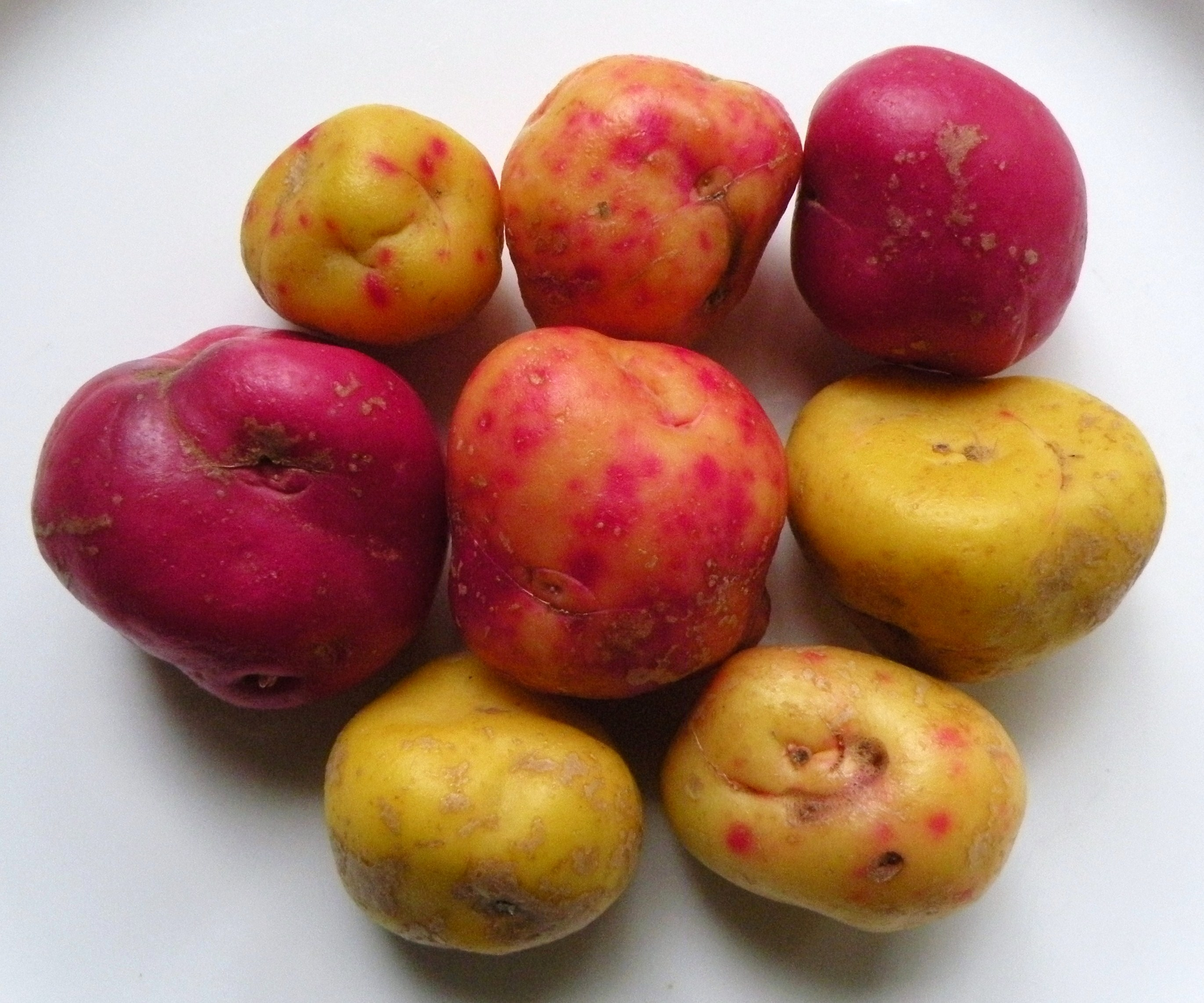
درنات أولوكو في نيوزيلندا

تتكون الكربوهيدرات الموجودة في الأولوكو بشكل أساسي من النشا. ولكن هناك أيضًا كمية كبيرة من الهلام النباتي، وهي عبارة عن عديد السكاريد غير المتجانس والمعقد، ويتم التعرف عليه كنوع من الألياف القابلة للذوبان.  يختلف مستوىالهلام بين الدرنات، حيث يعطي المحتوى العالي للدرنات الخام ملمسًا لزجًا. تُستخدم الطرق التالية لإزالة أكبر قدر ممكن من الهلام النباتي من الأنابيب الخام: النقع في الماء أو القطع الناعم للغاية.   كما تقل هذه الخاصية أو تفقد في حالة الدرنات المطبوخة.  في أمريكا الجنوبية، تحظى درنات الأولوكو ذات المحتوى العالي من الهولام النباتي بشعبية كبيرة في الحساء لأنها تضيف نسيجًا أكثر سمكًا.

### البروتينات
البروتينات الموجودة في درنات الأولوكو هي مصدر للأحماض الأمينية، حيث أنها تحتوي على جميع الأحماض الأمينية الأساسية في النظام الغذائي البشري، والتي تتمثل في: اللايسين، الثريونين، الفالين، الأيزوليوسين، الليوسين، الفينيل ألانين + التيروزين، التربتوفان والميثيونين + السيستين.  

### النشاط المضاد للأكسدة
أولوكو هو محصول يحتوي على أصباغ بيتالين betalains في شكل أساسي من البيتاسيانينbetacyanins، وشكل حمضي من بيتاكسانثين betaxanthins.  تم الإبلاغ عن اثنين وثلاثين نوعًا من البيتالين في نبات الأولوكو، 20 منها في شكل بيتاكسانثين والـ 12 المتبقية في شكل بيتا سيانين.  ويبدو أن أصناف الدرنات الحمراء أو الأرجوانية تحتوي على تركيز عالٍ من البيتاسيانين. والتركيز العالي من البيتاكسانثين هو المسؤول عن التلوين الأصفر، أو البرتقالي للدرنات. وعند مقارنة الأولوكو مع المحاصيل الدرنية الثلاثة الأخرى في منطقة الأنديز، والمتملة في: البطاطس الأصلية، والأوكا، والماشوا، فإن قدرة مضادات الأكسدة في الأولوكو تكون منخفضة. ويمكن تفسير ذلك جزئيًا من خلال غياب صبغات الفلافونويد، والكاروتينات، والأنثوسيانين في الأولوكو. تعتبر هذه الصبغات مصادر أكثر وفرة للمركبات المضادة للأكسدة من البيتالين.  إن استقرار أصباغ البيتالين يجعل من الألوكو محصولًا صناعيًا واعدًا للأصباغ الطبيعية. 

### مقارنة مع الأطعمة الجذرية الأساسية
يوضح الجدول التالي محتوى العناصر الغذائية في نبات الأولوكو بجانب المحاصيل الجذرية الأساسية الرئيسية الأخرى - البطاطس، والبطاطا الحلوة، والبفرة، ونبات اليام . عند تناولها بشكل فردي، تعد البطاطس والبطاطا الحلوة والبفرة ونبات اليام من بين أهم المحاصيل الغذائية في العالم من حيث حجم الإنتاج السنوي.  حيث يبلغ إنتاجها السنوي مجتمعة نحو 736.747 مليون طن (وفقًا لتقرير منظمة الأغذية والزراعة، 2008م). وبالمقارنة مع هذه المحاصيل الجذرية والدرنية الأساسية، فإن القيمة الغذائية للأولوكو جيدة، وواعدة بالنسبة للمدى الجغرافي للمحصول.
عملية قياس المحتوى الغذائي لكل من المحاصيل المدرجة في الجدول، تتم والمحصول في حالته الخام، على الرغم من أن الأطعمة الأساسية عادة ما يتم تنبيتها، أو طهيها قبل الاستهلاك بدلاً من استهلاكها نيئة. وقد يختلف التركيب الغذائي للمنتج في شكله المنبت أو المطبوخ عن تلك القيم المقدمة. يتم تحديد التركيب الغذائي لشجر الأولوكو بناءً على نتائج التحليلات الغذائية لشجر الأولوكو المزروع في أمريكا الجنوبية.